# Monsieur Merci
Pour plus de détails, voir Fiche technique et Distribution.
Monsieur Merci (有りがたうさん, Arigatō-san) est un film japonais de Hiroshi Shimizu sorti en 1936.

## Synopsis
« Monsieur Merci », c'est ainsi que l'on nomme le chauffeur de l'autocar qui effectue le parcours sur les routes montagneuses de la péninsule d'Izu en partance de Shimoda. Cet employé est plus qu'un modèle, la gentillesse même. Il ne manque aucune occasion de manifester de la cordialité à tout un chacun, y compris à l'égard de ceux ou celles qui ne sont pas ses client(e)s. Arigatō-san est surtout un raccourci sur le Japon d'une époque à travers les conditions de vie et les problèmes des voyageurs d'un bus.

## Fiche technique
- Titre du film : Monsieur Merci[1]
- Titre original : 有りがたうさん (Arigatō-san?)
- Réalisation et scénario : Hiroshi Shimizu, d'après la nouvelle Arigatō (有難う?) de Yasunari Kawabata
- Assistants réalisateurs : Isao Numanami, Yasushi Sasaki, Toyōjiro Nagashima
- Photographie : Isamu Aoki
- Musique : Keizō Horuichi (ja)
- Décors : Kōtarō Inoue
- Costumes : Tetsuzō Shibata
- Société de production : Shōchiku
- Pays de production :  Empire du Japon
- Langue originale : japonais
- Format : noir et blanc — 1,37:1 — 35 mm — son mono
- Genre : comédie dramatique
- Durée : 75 minutes (métrage : dix bobines - 2 152 m[2])
- Date de sortie :
  - Empire du Japon : 27 février 1936[2]

## Distribution
- Ken Uehara : M. Merci

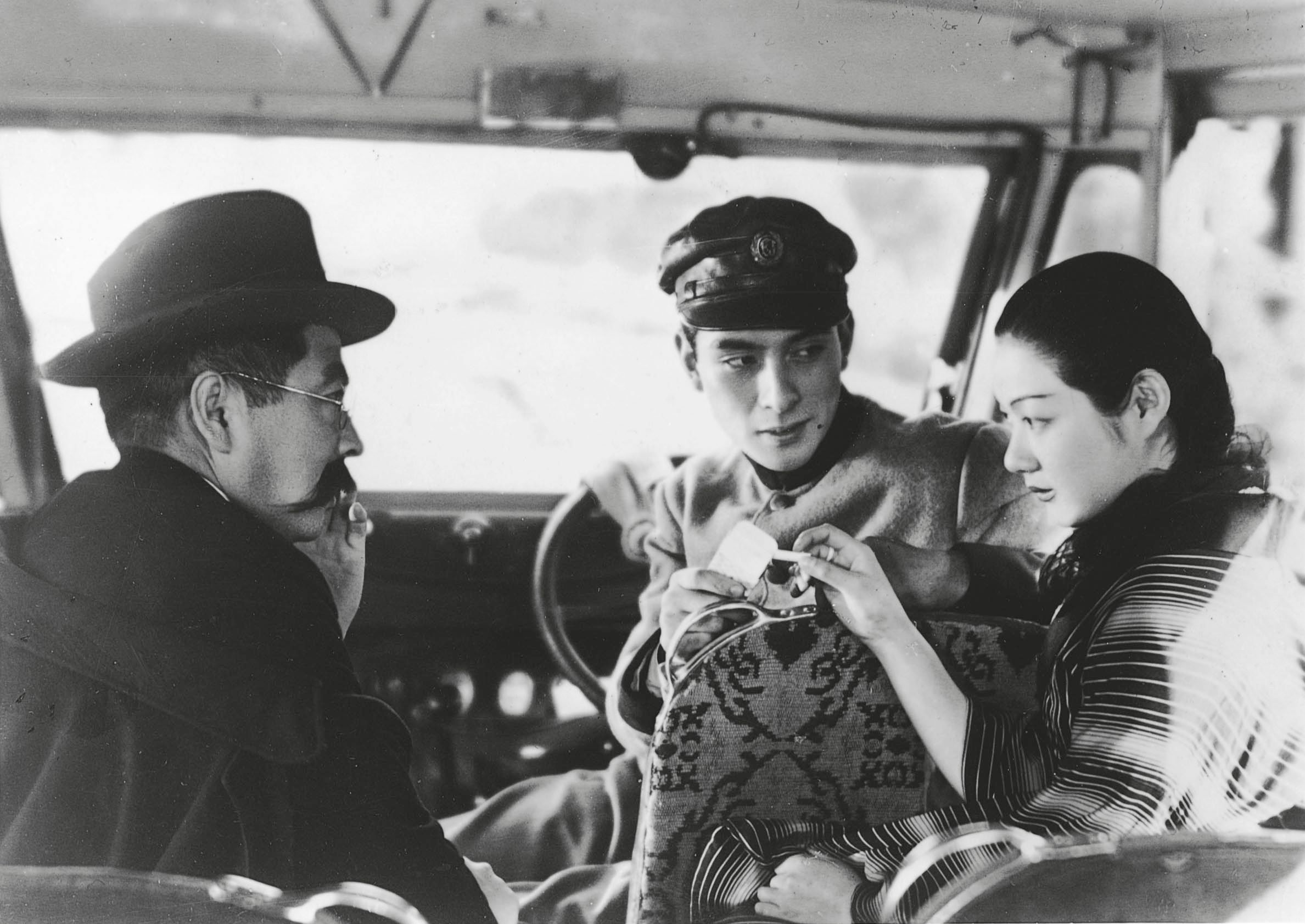
Ryūji Ishiyama, Ken Uehara et Michiko Kuwano.

- Michiko Kuwano : la femme qui a roulé sa bosse
- Mayumi Tsujiki : la jeune fille qui va être vendue à Tokyo
- Kaoru Futaba (ja) : la mère de la jeune fille
- Ryūji Ishiyama (ja) : le passager à la moustache
- Eiko Takamatsu : la femme du salon de thé
- Reikichi Kawamura : l'homme qui revient de Tokyo
- Setsuko Shinobu : sa fille
- Mitsuko Mito : une artiste itinérante
- Shigeru Ogura : le jeune marié
- Yoshiko Kuhara : la femme coréenne

## Production
À la fin de l'année 1935, Hiroshi Shimizu devrait tourner La Troupe des chanteurs joyeux de Tokyo, un film parlant avec Ken Uehara et Michiko Oikawa dans les rôles principaux, le projet est abandonné et remplacé par Monsieur Merci. Le film est entièrement réalisé en extérieur dans la péninsule d'Izu, l'équipe de tournage est logée au Ochiairo dans la station thermale de Yugashima.

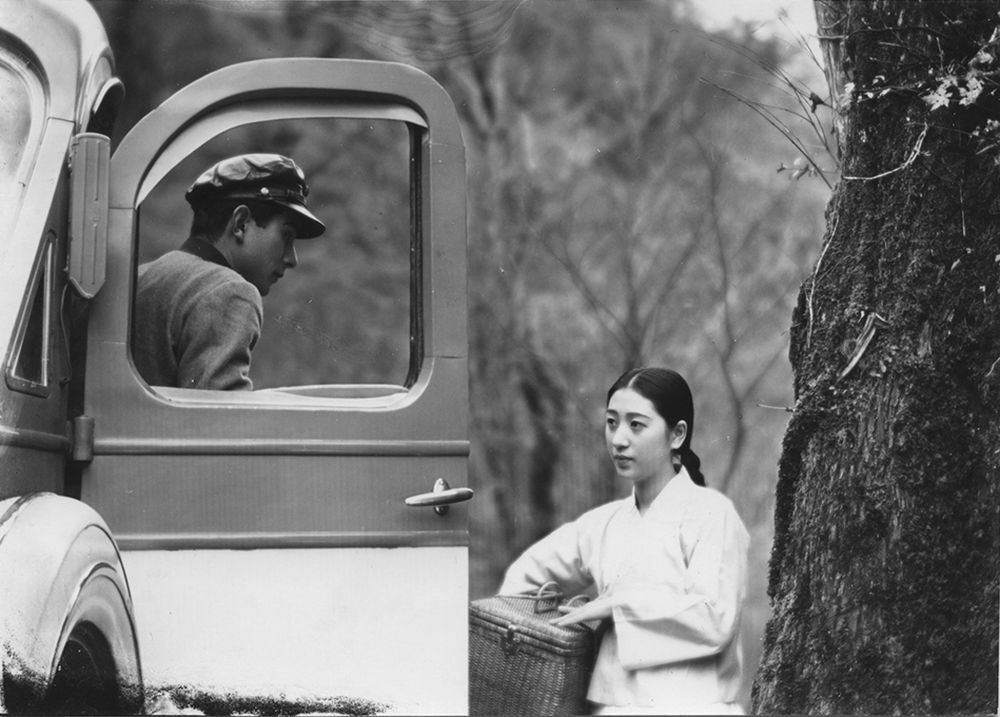
Scène de « la femme Coréenne » avec Ken Uehara et Yoshiko Kuhara.

Ken Uehara a dû prendre des cours de conduite et l'autocar a été aménagé pour pouvoir recevoir une caméra. Des éléments imprévus dans le scénario ont été intégrés à l'histoire comme lorsque l'autocar croise par hasard un groupe de travailleurs coréens se rendant dans un chantier ou encore lorsque le véhicule se rapproche dangereusement d'un ravin.
Hiroshi Shimizu ajoute une scène où le chauffeur, arrivant à l'arrêt en bordure de route interpelle une Coréenne qu'il connaît de vue et lui propose de la prendre gratuitement à son bord, et où elle répond qu'elle ira à pied. Toute l'attention de Shimizu est centrée non sur la performance des acteurs mais sur la prise d'instantanés simples et agréables dans lesquels n'importe qui peut faire bonne impression à condition de rester naturel et de ne pas chercher à se montrer à son avantage.

## Accueil
Monsieur Merci sort en salles le 27 février 1936, le lendemain de la tentative de coup d'état dit « incident du 26 février ». Les critiques et les fans relèvent la démarche expérimentale de Shimizu  qualifiée, selon l'expression du critique Matsuo Kishi, d'« esprit de réalisme » .
Retenu dans son célèbre Dictionnaire du cinéma, le film de Hiroshi Shimizu est considéré par Jacques Lourcelles comme un chef-d'œuvre. Il en vante la « légèreté expressive », digne d'un Raffaello Matarazzo dans Treno popolare ou d'un Paul Fejos dans Gardez le sourire. Ici, les malheurs du monde sont appréhendés dans « un élan de gaieté, de générosité et presque d'innocence, entraînant et contagieux. [...] Sur toute la ligne, le conseil d'André Fraigneau (Glissez, mortels, n'appuyez pas) est suivi à la lettre », écrit-il.